# Japans herrlandslag i handboll
Japans handbollslandslag representerar Japan i handboll på herrsidan.

## Meriter
Japan var det första landet utanför Europa som deltog i VM.
- VM i handboll: 1970, 1974, 1978, 1982, 1990, 1995, 1997, 2005, 2011, 2017, 2019, 2021
  - Bästa placering: 10:de plats i VM 1970
- Olympiska spelen: 1972, 1976, 1984, 1988, 2020

## Tränare
- Dagur Sigurðsson